# Йемен
Йе́мен (араб. اَلْيَمَن‎ [al.ja.man]; официально — Йе́менская Респу́блика, араб. ٱلْجُمْهُورِيَّةُ ٱلْيَمَنِيَّةُ‎ [al.d͡ʒum.huː.rij.ja‿al.ja.manij.ja], аль-Джумхурия аль-Йаманийя) — государство в Юго-Западной Азии, расположенное на юге Аравийского полуострова. Оно граничит с Саудовской Аравией на севере и с Оманом на востоке.  
Йемен населён преимущественно арабами; его население на 2024 год составляло 34,9 миллиона человек, территория — 527 970 км². Это второе по размерам арабское государство на Аравийском полуострове, уступающее только Саудовской Аравии. 
Столица — Сана. Йемен разделяется на 22 мухафазы. 
Страна входит в Лигу арабских государств, Организацию Объединённых Наций, Движение неприсоединения и Организацию исламского сотрудничества.
Южная Аравия — современный Йемен — была одним из древнейших очагов цивилизации на Ближнем Востоке. Здесь существовали такие древние царства, как Сабейское, Химьяритское и другие. В IV веке весь Йемен был объединён химьяритами; позже эти территории подпадали под власть Аксумского царства и Сасанидского Ирана. В VII веке страна была исламизирована, став важной частью Праведного халифата. В следующие века Йемен находился под властью различных династий. В то время как в приморской южной части Йемена утвердилась суннитская ветвь ислама, в гористой северной преобладали зейдиты (шииты). В XIX веке Йемен разделили между собой Британская и Османская империи — для англичан город Аден стал ценным перевалочным пунктом на пути в Индию и обратно. Северный Йемен (Йеменское Мутаваккилийское королевство) стал независимым в 1918 году; позже там была провозглашена Йеменская Арабская Республика. Южный Йемен обрёл независимость от англичан в 1967 году как Народная Демократическая Республика Йемен; в 1990 году две республики объединились под властью Али Абдуллы Салеха, образовав Республику Йемен.
Начиная с 2004 года во внутренних конфликтах Йемена всё большую роль играли хуситы — религиозно-политическое зейдитское движение, пользующееся поддержкой Ирана. В 2010-х годах в ходе революции Салех был смещён. С 2014 года Йемен находится в состоянии гражданской войны, где хуситам удалось захватить столицу Йемена Сану и значительную часть Северного Йемена; в эту войну вмешивались также и Саудовская Аравия и Объединённые Арабские Эмираты. Хуситский Верховный политический совет не был признан ООН и международным сообществом; другое, международно признанное правительство страны, которое возглавляет коллективный Президенский руководящий совет, находится в Адене. Сепаратистское Южное движение и созданный им Южный Переходный Совет выступают за отделение Южного Йемена от Северного. Многолетняя война в Йемене привела к большим человеческим потерям и масштабной гуманитарной катастрофе: Йемен — одна из наименее развитых стран мира, постоянно сталкивающаяся с голодом и эпидемиями. По оценке ООН, в 2019 году 75 % населения страны нуждались в гуманитарной помощи. Йемен занимает первое место в Рейтинге недееспособности государств и последнее — в Общем определителе голода.

## Этимология
Государство названо от арабского или сабейского слова yamīn (араб. يمين‎, сабейск. 𐩺𐩣𐩬) — «правый, справа». Возникновение названия связано с древней системой ориентирования, в которой восток был передней стороной, а юг — правой: если в Мекке, у священного камня Каабы, встать лицом к востоку, то Йемен окажется справа, на юге. Страбон, Плиний и другие греческие и римские авторы называли Йемен «Аравия Плодородная» — «счастливая Аравия» (иногда переводят как «плодородная Аравия»).

## География
Йемен расположен на юге Аравийского полуострова. Омывается водами Красного и Аравийского морей Индийского океана.
Имеет сухопутную границу с Оманом (на востоке) и Саудовской Аравией (на севере).
Северо-восток Йемена покрыт раскалённой каменистой пустыней, где дождь не выпадает годами. В Йеменских горах, отделяющих эту пустыню от береговой равнины, каждую зиму проливаются обильные дожди.

## История
Йемен — один из древнейших очагов цивилизации.
Древнейшие известные современным людям государства на территории Йемена были Катабан, Хадрамаут, Маин, Сабейское и Химьяритское царства. В IV веке весь Йемен был объединён химьяритами. В конце того же века химьяритские цари приняли иудаизм в качестве государственной религии. В начале VI веке Йемен попал под влияние Аксумского царства, что привело к его временной христианизации. В конце того же века Йемен был завоёван сасанидским Ираном.
- 628 — исламское завоевание.
- В IX—XII веках Йемен находился под властью соперничающих друг с другом династий Зиядидов (820—1017), Яфуридов (861—994), Наджахидов (1021—1159), Сулайхидов (1038—1098), Хамданидов (1099—1174), Махдидов (1137—1174), Зурайидов (1083—1174) и Сулейманидов (1138—1161, 1196 — ок. 1281).
- 897 — основание зейдитского имамата на севере Йемена во главе с династией Рассидов (894—1301).
- 1173 — вторжение египетских войск.
- 1184—1229 — Йемен — вассальный султанат египетских Айюбидов.
- 1229—1454 — объединение Йемена под властью династии Расулидов.
- 1454—1517 — Йемен под властью династии Тахиридов.
- 1538—1635 — первое османское завоевание Йемена.

Во второй половине XVIII века имам Саны господствовал над 30 провинциями. В 1872 году турки вновь заняли Йемен.
Северный Йемен получил независимость от Османской империи в 1918 году.
17 февраля 1948 года, в результате вооруженного переворота семьи аль-Вазири был убит король Яхья бин Мухаммед Хамид-ад-Дин.
18 сентября 1962 года, после смерти короля Ахмеда, новым королём провозглашён принц Мухаммад аль-Бадр. Воспользовавшись сложившейся ситуацией, 26 сентября армейские части осуществили военный переворот, свергли теократическую монархию и провозгласили Йеменскую Арабскую Республику. После антимонархического переворота в стране началась 8-летняя гражданская война между роялистами и республиканцами.
В 1967 году получил независимость Южный Йемен, бывший британским протекторатом с 1839 года. Руководство Южного Йемена (НДРЙ) приняло сначала насеристскую, а через три года и просоветскую ориентацию. Следующие два десятилетия прошли в ожесточённой борьбе между двумя государствами.
В 1990 году две враждующие страны объединились в Йеменскую Республику.
В 1994 году в стране вновь вспыхнула гражданская война. 21 мая бывшие лидеры НДРЙ провозгласили на Юге независимое государство — Демократическую Республику Йемен, но уже в июле вооружённое выступление южан было подавлено северойеменской армией.
В 1995 году Эритрея оспаривала принадлежность архипелага Ханиш с Йеменом, в связи с чем между государствами произошёл вооружённый конфликт.
Имеет дипломатические отношения с Российской Федерацией (установлены с СССР 31 октября 1955 года).
В 2011 году в стране вспыхнула революция.
С 2014 года идёт вооружённый конфликт между шиитской группировкой «Ансар Аллах» и правительственными силами. В марте 2015 года участие в войне приняла коалиция арабских государств во главе с Саудовской Аравией на стороне правительства Йемена.
8 мая 2023 года политические силы Южного Йемена снова объявили о создании независимого государства.

### Вооружённый конфликт (2014)
С 2014 года в Йемене происходит военный конфликт между повстанцами-хуситами и коалицией, возглавляемой Саудовской Аравией.
В результате эта страна переживает гуманитарную катастрофу, тысячи мирных жителей умерли от голода; по подсчётам организации «Спасите детей», которая использовала базу данных ООН, в 2015—2018 годах 85 тысяч не достигших пятилетнего возраста детей умерли в результате тяжёлой острой недостаточности питания (англ. Severe Acute Malnutrition). По оценкам ООН, около 14 миллионов граждан испытывали риск голодной смерти в 2018, в результате почти четырёх лет происходившей там кровавой бойни.

## Население
| Год  | Население  |
| ---- | ---------- |
| 1    | 500 000    |
| 300  | 2 400 000  |
| 500  | 5 000 000  |
| 600  | 4 000 000  |
| 700  | 3 000 000  |
| 800  | 2 000 000  |
| 900  | 1 000 000  |
| 1000 | 500 000    |
| 1500 | 500 000    |
| 1700 | 500 000    |
| 1800 | 1 000 000  |
| 1900 | 2 372 000  |
| 2000 | 18 000 000 |
| 2012 | 24 873 700 |

- Численность населения — 30 млн. (2021)
- Годовой прирост — 2,5 %
- Фертильность — 4,1 рождений на женщину
- Продолжительность жизни — 62 года у мужчин, 67 лет у женщин
- Городское население — 37 % (в 2008)
- Грамотность — 59 %; 75 % мужчин, 42 % женщин (оценка 2021 года)

Этнический состав — в основном йеменцы и афро-арабские мулаты, а также незначительно индийцы, пакистанцы и бенгальцы.
Большое значение имеет также деление части йеменцев на несколько десятков племён и племенных конфедераций. На севере страны влиятельны племенные конфедерации хашид и бакиль, племена бени матар, бени харис и другие, а на юге — племена субайхи, хаушаби, амири, яфаи, фадли, аулаки и другие.

### Религия
Подавляющее большинство жителей Йемена — мусульмане (99 %). Чуть более половины йеменских мусульман являются суннитами шафиитского толка; в стране имеются сторонники и других правовых школ — ханифиты и маликиты. В Йемене сосредоточена крупная община шиитов (8 — 10 млн верующих); большинство из них — зейдиты.
Религиозные меньшинства представлены христианами (41 тыс.), иудеями, индуистами (155 тыс.), зороастрийцами и др.
Среди христиан наиболее многочисленны протестанты (30 тыс.). Протестанты представлены несколькими конфессиями, в первую очередь это пятидесятники (7,1 тыс. в 2000 году). Численность католиков оценивается в 6 тыс. человек. Среди выходцев из Эфиопии и Эритреи имеются последователи Древневосточных православных церквей — Эфиопской и Эритрейской. 

## Государственное устройство
Глава государства — президент, избираемый (с 1999 года) прямым всеобщим голосованием на 7 лет. Президент Али Абдалла Салех был главой государства с 1994 по 2011 года, избиравшись на эту должность три раза; однако из-за событий Арабской весны и покушения в 2011 году ушел в отставку. В феврале 2012 года президентом на срок в два года был избран Абд-Раббу Мансур Хади. Он подал в отставку после начала конфликта 2015 года с хуситами, но затем передумал. В дальнейшем фактическим главой Йемена стал Мухаммед Али аль-Хуси (как Председатель Революционного комитета, образованного в Сане). Хади бежал в Аден, а затем в Эр-Рияд, где стало заседать его правительство. В августе 2016 года новым де-факто управляющим страной стал Салех ас-Самад (как Председатель Верховного Политического Совета), а после его убийства страну возглавил Махди Аль-Машат.
Правительство Национального Спасения возглавляет Абдул Азиз бин Салех Хабтур.
Двухпалатный парламент — Шура (Совет) (111 членов, назначаются президентом) и палата представителей (избрана населением в апреле 2003 на 6-летний срок, 301 депутат), представлены 5 партий:
- Всеобщий народный конгресс — партия президента Али Абдаллы Салеха, имеет большинство в палате представителей — 238 мест.
- Йеменское объединение реформ (Ислах) — религиозная партия шейха Абдаллы бен Хусейна аль-Ахмара, который много раз занимал посты премьера и спикера парламента — 46 мест.
- Йеменская социалистическая партия — бывшая правящая марксистско-ленинская партия Южного Йемена, лидер — Ясин Саид Нуман (c 2005, до него — Али Салех Убад (Мукбиль)) — 8 мест.
- Народная организация насеристов-юнионистов — 3 места.
- Партия арабского социалистического возрождения (Баас) — просирийская фракция партии — 2 места
- Беспартийные — 4 места.

## Административное деление
Йемен делится на 22 мухафазы, они подразделены на 333 района (араб. مديريات‎), которые подразделены на 2210 подрайонов, и затем на 38 284 деревни (на 2001).
| Современное административное деление Йемена на мухафазы (1) | Современное административное деление Йемена на мухафазы (1) | Современное административное деление Йемена на мухафазы (1)                                          |
| --- | ----------------------------------------------------------- | --- |
| Бывший Северный Йемен 2. Амран 5. Эль-Байда(2) 6. Ходейда 7. Эль-Джауф 9. Эль-Махвит 10. Столичная мухафаза 11. Дамар 13. Хадджа 14. Ибб 16. Мариб 17. Райма 18. Саада 19. Сана 21. Таиз | 4. Эд-Дали(4)                                               | Бывший Южный Йемен 1. Аден 3. Абьян 8. Эль-Махра 12. Хадрамаут 15. Лахдж(3) 20. Шабва(3) 22. Сокотра |
| (1) До 1990 года Йемен существовал как два отдельных государства. Для получения дополнительной информации см. исторические провинции Йемена (2) Мухафаза Эль-Бейда частично расположена на территории, входившей в состав Южного Йемена. (3) Мухафазы Лахдж и Шабва частично расположены на территориях, входивших в состав Северного Йемена. (4) 70 % мухафазы Эд-Дали расположены на территории Северного Йемена, 30 % — на территории Южного Йемена, включая столицу мухафазы г. Эд-Дали. |                                                             | |

## Экономика
Йемен — самая бедная страна арабского мира. ВВП на душу населения в 2009 году — 2,5 тыс. долл. (на тот момент меньше из арабских стран было только у Судана и Мавритании, а в целом это было 173-е место в мире).
Экономическое благосостояние Йемена зависит от добычи и экспорта нефти (70 % доходной части госбюджета), запасы которой сокращаются. Большое значение имеет иностранная помощь — только в 2012 году Йемен получил от Саудовской Аравии 3,25 млрд долларов. В 2006 году власти страны начали проведение экономических реформ (привлечение иностранных инвесторов) для диверсификации экономики.
На 2009 год доказанные запасы природного газа Йемена составляли 490 млрд кубометров. В конце 2009 года была запущена первая линия завода по производству сжиженного природного газа, расположенного возле порта Бальхаф на юге Аравийского полуострова, и начался его экспорт. Основные потребители — Южная Корея и США.
Сельское хозяйство (10 % ВВП, 75 % работающих) — зерно, фрукты, овощи, бобы, кофе, хлопок; молочные продукты, скот (овцы, козы, коровы, верблюды), птица; рыболовство. В долинах, на террасированных горных склонах земледельцы выращивают хлопок, фрукты и овощи. Другие йеменцы кормятся рыболовством; многие также ремесленничают и торгуют своими изделиями на базарах.
Промышленность (51 % ВВП) — добыча и переработка нефти (25 % ВВП); небольшие текстильные и кожевенные предприятия; пищевая промышленность; ручные ремёсла; небольшой завод по выплавке алюминия; производство цемента; ремонт небольших судов.
Сфера обслуживания — 39 % ВВП.
Образовательная система страны страдает от нехватки педагогов.

### Внешняя торговля
Экспорт в 2017 году — 501,2 млн долл. — сырая нефть, кофе, сушёная и солёная рыба.
Основные покупатели — Египет — 29,4 %, Таиланд — 16,7 %, Беларусь — 13,5 %, Оман — 10,5 %, ОАЭ — 6,5 %, Саудовская Аравия — 5 %.
Импорт в 2017 году — 4,573 млрд долл. — продовольствие и живой скот, промышленная и химическая продукция.
Основные поставщики — ОАЭ — 12,2 %, Китай — 12,1 %, Турция — 8,7 %, Бразилия — 7,3 %, Саудовская Аравия — 6,5 %, Аргентина — 5,5 %, Индия — 4,7 %.
Внешний долг — 7,252 млрд долл. (на декабрь 2017 года).

## Культура

### Праздники
| Дата               | Русское название                          | Местное название | Примечания                                         |
| ------------------ | ----------------------------------------- | ---------------- | -------------------------------------------------- |
| 10 зуль-хиджа      | Ид аль-Адха                               | عيد الأضحى       | Дата изменяется в соответствии с лунным календарём |
| 1 шавваль          | Ид аль-Фитр                               | عيد الفطر        | Дата изменяется в соответствии с лунным календарём |
| 1 мухаррам         | Мухаррам                                  | محرّم             | Дата изменяется в соответствии с лунным календарём |
| 27 раджаб          | Исра и мирадж                             | ليلة معراج       | Дата изменяется в соответствии с лунным календарём |
| 12 раби аль-авваль | Мавлид ан-Наби                            | مَوْلِدُ آلنَبِي       | Дата изменяется в соответствии с лунным календарём |
| 1 января           | Новый год                                 | السنة الجديدة    |                                                    |
| 22 мая             | День национального единства               | —                | день объединения Йемена                            |
| 26 сентября        | День революции северного Йемена 1962 года | —                | -                                                  |
| 14 октября         | День революции южного Йемена 1962 года    | —                | -                                                  |
| 30 ноября          | День Независимости                        | يوم الحرية       | -                                                  |

## СМИ
САБА (SABA) — йеменское новостное правительственное агентство
Государственная телерадиокомпания Yemen RTV включает в себя телеканал Yemen TV и радиостанции Sana'a Radio, Aden Radio и региональные государственные радиоканалы.

### Интернет
Доступ к интернету в Йемене осуществляют провайдеры TeleYemen и AdenNet. Провайдер YemenNet был захвачен повстанцами, поэтому был создан провайдер AdenNet.

## Достопримечательности

### Объекты всемирного наследия
Среди природных и культурных достопримечательностей Йемена четыре внесены в список всемирного наследия Юнеско;
- в пустыне Йемена, в Вади Хадрамаут, находится древний, окружённый глиняной стеной город Шибам, внесённый в список объектов всемирного наследия ЮНЕСКО в 1982 году. Его называют Манхэттеном пустыни из-за его высоких глинобитных домов. Город, построенный в XVI веке, является одним из старейших образцов городского планирования, основанного на принципе вертикального строительства.

Сана, столица Йемена, считается одним из старейших городов в мире. Сана стала главным исламским центром страны в VII веке, в городе находится 103 мечети, 14 хаммамов (традиционные бани) и более 6 тыс. домов, датируемых до XI века. В связи со всем этим старая часть города Саны внесена в список объектов всемирного наследия ЮНЕСКО в 1986 году.
Недалеко от побережья Красного моря находится исторический город Забид, внесённый в 1993 году в список всемирного наследия. Забид был столицей Йемена с XIII по XV век, а ныне является важным археологическим и историческим памятником. Он играл важную роль в течение многих веков, его университет был одним из основных образовательных центров всего арабского и исламского мира.
Последним из всех «чудес» Йемена в список всемирного наследия попал архипелаг Сокотра. Упомянутый Марко Поло в XIII веке, этот отдалённый и изолированный архипелаг состоит из четырёх островов и двух скалистых островков в Аденском заливе. Архипелаг имеет крайне разнообразную флору и фауну. Эндемиками являются 37 % из 825 видов растений, 90 % видов пресмыкающихся, остров является домом для 192 видов птиц, 253 видов кораллов, 730 видов прибрежных рыб и 300 видов крабов и омаров, а также родиной знаменитого сокотрова драконова дерева (Dracaena cinnabari).